# Groseille
Pour l'Hibiscus sabdariffa, voir Groseille pays.
Pour la famille de fiction, voir La vie est un long fleuve tranquille#Synopsis.
 (août 2015).
Si vous disposez d'ouvrages ou d'articles de référence ou si vous connaissez des sites web de qualité traitant du thème abordé ici, merci de compléter l'article en donnant les références utiles à sa vérifiabilité et en les liant à la section « Notes et références ».
La groseille (aussi appelée raisinet en Suisse romande) est une baie de couleur rouge-rosé. C'est le fruit du groseillier, en particulier des espèces Ribes rubrum, Ribes uva-crispa et Ribes nigrum… de la famille des Grossulariaceae.

## Description

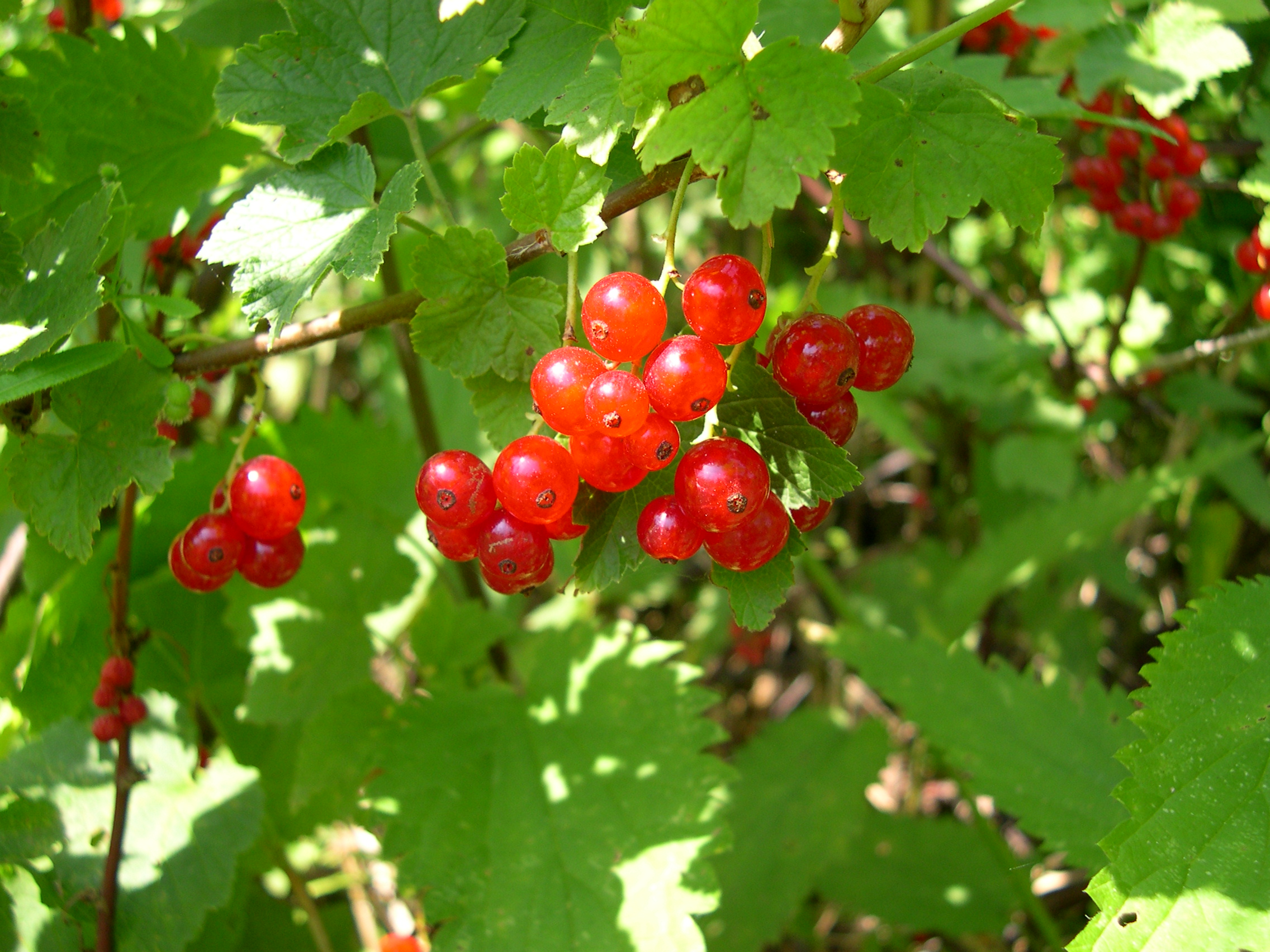
Groseilles rouges.

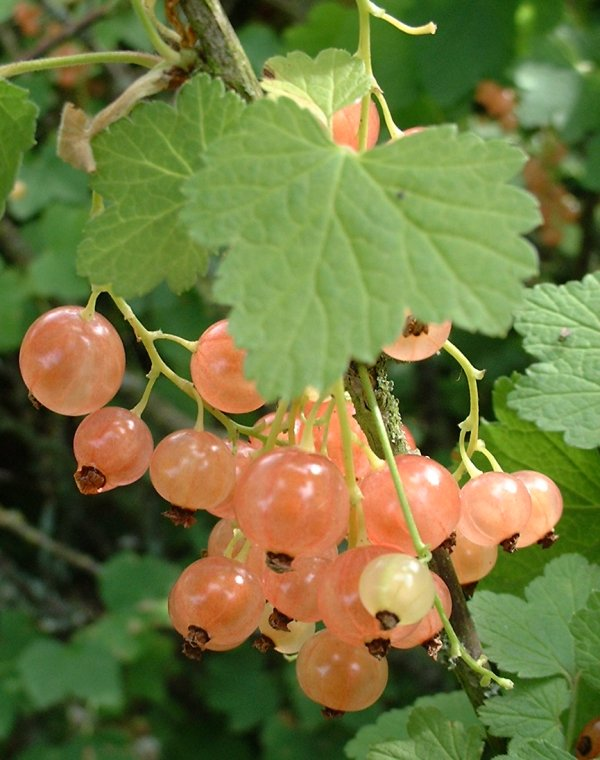
Groseilles blanches.

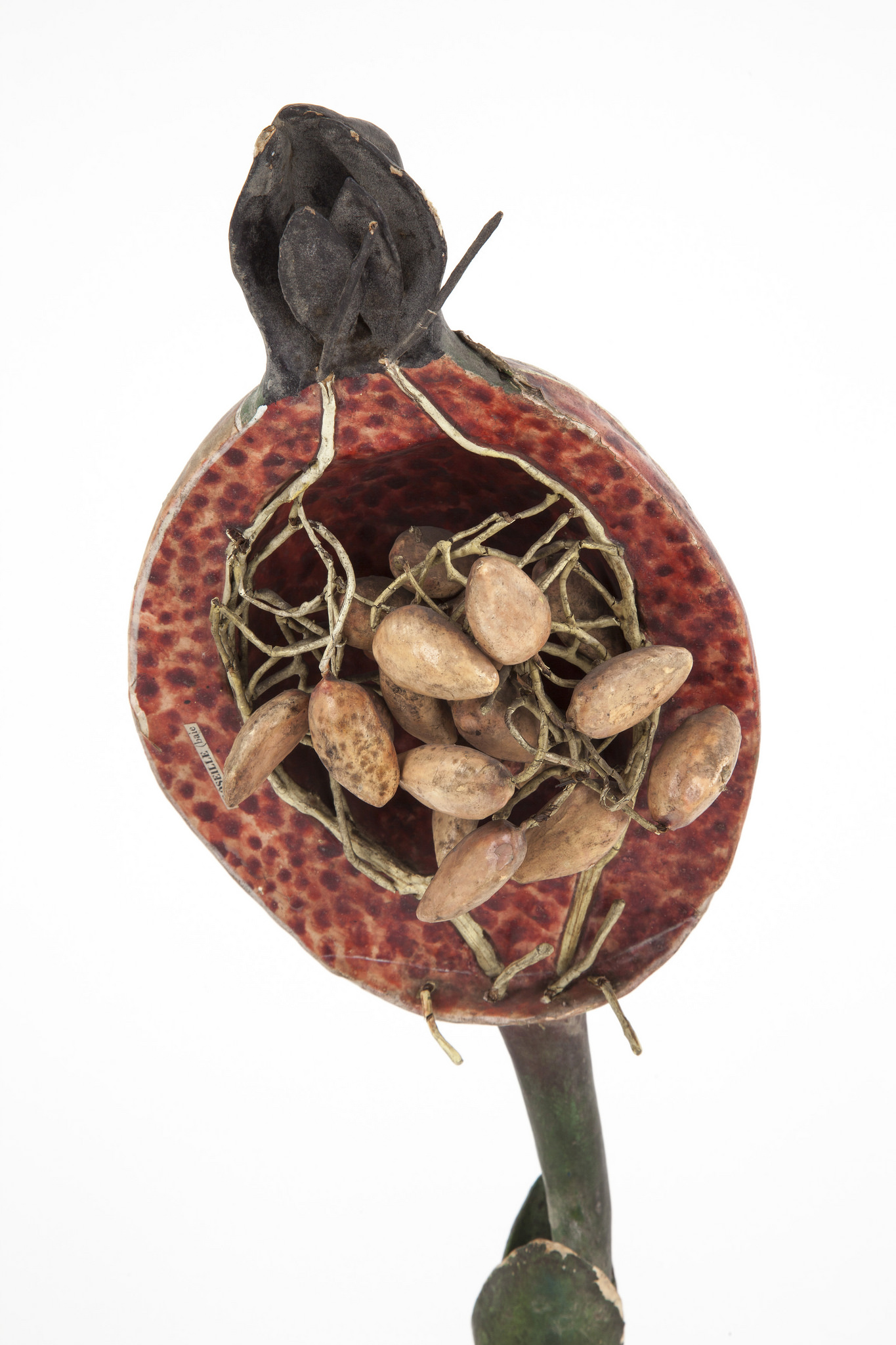
Groseille - Modèle pédagogique en papier-mâché. Dr Louis Auzoux, 1877. Collection du musée national de l'Éducation - Rouen.

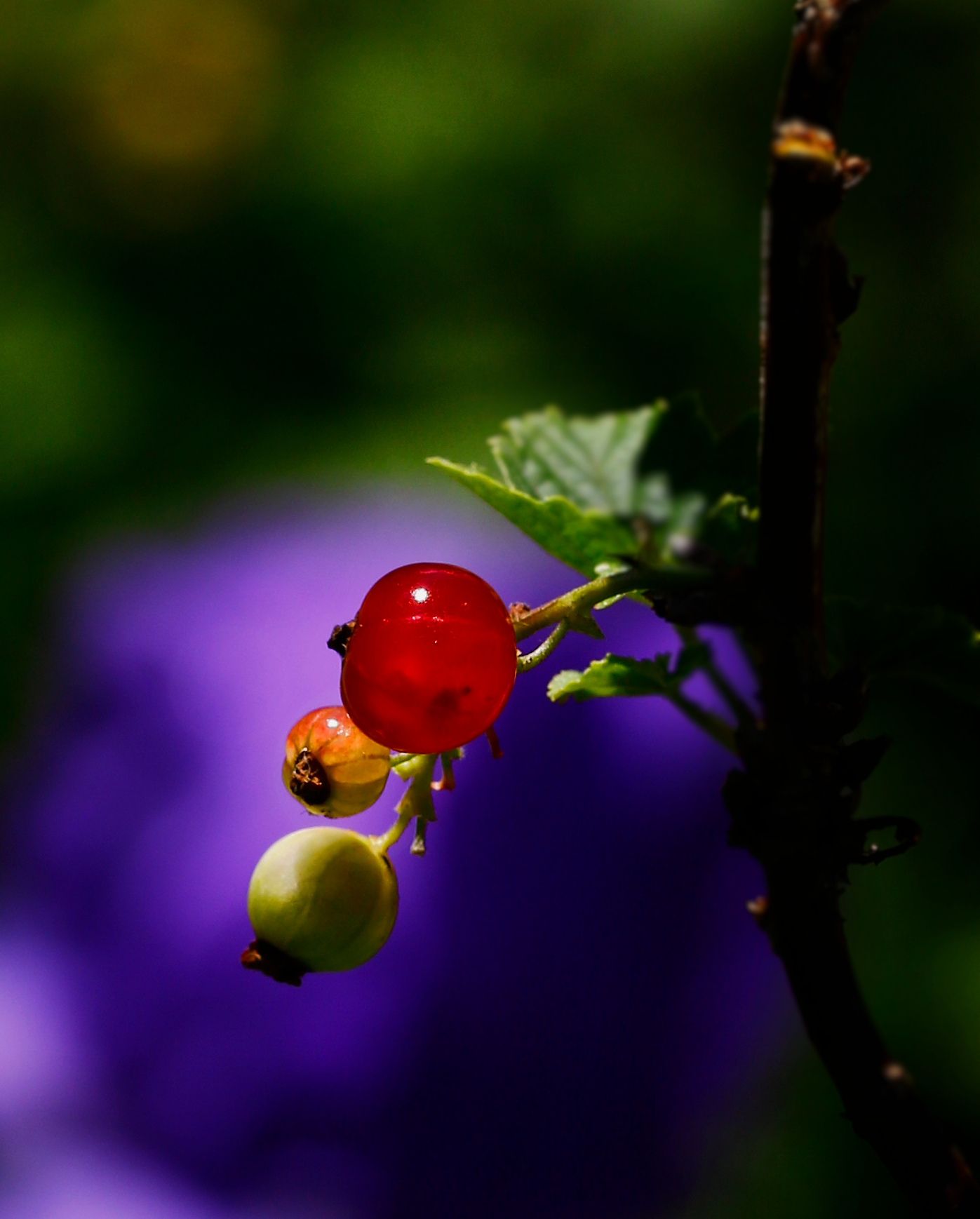
3 étapes évolution de la Groseille

La groseille rouge est le fruit du groseillier rouge, arbrisseau d’un mètre et demi à port décombant. Les branches naturellement arquées de Ribes rubrum démontrent moins cette propension quand l’arbuste planté en haie est taillé régulièrement. Les feuilles, d’un vert moyen à foncé, comportent trois lobes à rebord découpé et se relient aux tiges à travers un pétiole faisant environ une fois la longueur axiale de la feuille, par groupes de trois, parfois cinq feuilles. Un léger renflement se forme à l’endroit où les feuilles émergent de la tige. La tige se lignifie avec l’âge et son écorce brune et fibreuse peut s’en détacher aisément. Leurs cousins sont les cassis qui poussent d'origine en altitude.
Les fleurs vert pâle en panicules d’une dizaine à une vingtaine produisent de petits fruits d’environ 8 à 10 mm légèrement translucides, d’abord verts qui passent ensuite par une gamme de couleurs fauves allant du jaune citron graduellement à l’orange avant d’arriver enfin au rouge automnal. Au cours du mûrissement des fruits il arrive d’observer des dégradés d’une couleur à l’autre ou des bariolages, des taches vertes sur champ orangé ou rouge feu. Quand le fruit est mûr les feuilles jaunissent. Le fruit demeure sur le plant en offrande aux oiseaux, à la cueillette ou à la récolte. Le fruit peut notamment être transformé en gelée plus ou moins sucrée, forte en pectine dont la teneur en vitamine C équivaut presque à celle de l’orange. Les qualités antioxydantes de la groseille rouge et son contenu en flavonoïdes sont maintenant reconnues.
En Suisse romande, dans le canton de Vaud, les groseilles rouges sont appelées raisinets et les groseilles à maquereau groseilles. Dans les Pays de la Loire, on utilise le terme « castille » pour désigner les groseilles à grappes. 
En Normandie, ces dernières sont également appelées castilles, mais aussi grades, gadelles ou gradilles, le mot groseille désignant par défaut les groseilles à maquereau. 
En Bretagne, les groseilles à grappes (r. rubrum) sont connues sous le nom de cassis rouges et cassis blancs ; les cassis (r. nigrum) y étant appelés cassis noirs. 
Au Québec, ce fruit est connu sous le nom de gadelles ou moins fréquemment guédelles. 
Au Canada, on le nomme principalement cassis rouge.

## Histoire
Originaire d'Asie et d'Amérique du Nord, la groseille fait son apparition dans les jardins français à partir du XIIe siècle, notamment en Lorraine,.
Venue tout droit de Scandinavie, la groseille est le fruit du groseillier, cultivé dans les jardins français depuis le Moyen Âge. Ces grappes de petites baies rouges ou blanches sont cultivées, en faible quantité, dans la vallée du Rhône, le Val de Loire et en Côte d'Or. Elles sont récoltées en juin et en juillet. La Pologne et la Hongrie sont d'importants exportateurs.
On en distingue différentes variétés, reconnaissables à leur couleur :
- la jonkher von tets, rouge vif ;
- la gloire des sablons, rose pâle ;
- la hollande rose, rose très clair ;
- la versaillaise blanche ;
- la cerise blanche.

La groseille-raisin, quant à elle, est récoltée en août. De couleur rose-framboise, ses grains très parfumés sont de la même taille que celui du raisin.
L'autre type de groseille, fruit du groseillier épineux, est la groseille à maquereau. Plus grosse, elle présente deux variétés :
- violette, ovale et duveteuse, elle vient du Val de Loire en juillet ;
- verte, jaune ou blanche, ronde et lisse, elle est cultivée en Lorraine en juillet également.

C'est en Grande-Bretagne et aux Pays-Bas que sa culture a une véritable ampleur. Là-bas, elle permet de réaliser une sauce d'accompagnement pour le maquereau, ce qui explique son nom.

## Principales espèces
Les groseilliers sont des arbustes à enracinement superficiel, qui craignent la sécheresse ; ils préfèrent donc les climats tempérés et les régions méridionales à condition d'être peu exposés au soleil. Ils résistent aisément aux hivers rigoureux (au Canada ou en Russie, par exemple)
Dans le genre Ribes, auquel tous les groseilliers appartiennent, on compte au moins trois espèces notablement cultivées :
- le groseillier à grappes (Ribes rubrum), rouges (les plus fréquentes) ou blanches ;
- le groseillier à maquereau (Ribes uva-crispa) ;
- le groseillier noir ou cassissier (Ribes nigrum) dont les fruits sont appelés cassis.

## Production
La fructification se fait sur les pousses de deux ans. La production rentable d'une touffe bien traitée dure de 12 à 15 années.
| Production en tonnes. Chiffres 2003-2004 Données de FAOSTAT (FAO) | Production en tonnes. Chiffres 2003-2004 Données de FAOSTAT (FAO) | Production en tonnes. Chiffres 2003-2004 Données de FAOSTAT (FAO) | Production en tonnes. Chiffres 2003-2004 Données de FAOSTAT (FAO) | Production en tonnes. Chiffres 2003-2004 Données de FAOSTAT (FAO) | Production en tonnes. Chiffres 2003-2004 Données de FAOSTAT (FAO) |
| ----------------------------------------------------------------- | ----------------------------------------------------------------- | ----------------------------------------------------------------- | ----------------------------------------------------------------- | ----------------------------------------------------------------- | ----------------------------------------------------------------- |
| Fédération de Russie                                              | 215 000                                                           | 32 %                                                              | 220 000                                                           | 32 %                                                              |                                                                   |
| Pologne                                                           | 192 475                                                           | 28 %                                                              | 192 000                                                           | 28 %                                                              |                                                                   |
| Allemagne                                                         | 148 000                                                           | 22 %                                                              | 148 000                                                           | 22 %                                                              |                                                                   |
| Autriche                                                          | 18 342                                                            | 3 %                                                               | 20 000                                                            | 3 %                                                               |                                                                   |
| Ukraine                                                           | 20 500                                                            | 3 %                                                               | 20 000                                                            | 3 %                                                               |                                                                   |
| Royaume-Uni                                                       | 18 800                                                            | 3 %                                                               | 18 800                                                            | 3 %                                                               |                                                                   |
| République tchèque                                                | 13 472                                                            | 2 %                                                               | 14 400                                                            | 2 %                                                               |                                                                   |
| France                                                            | 10 338                                                            | 2 %                                                               | 10 500                                                            | 2 %                                                               |                                                                   |
| Autres pays                                                       | 42 932                                                            | 6 %                                                               | 43 132                                                            | 6 %                                                               |                                                                   |
| Total                                                             | 679 859                                                           | 100 %                                                             | 686 832                                                           | 100 %                                                             |                                                                   |

## Utilisation

### Pour l'alimentation
Les groseilles sont des fruits acides (la variété rouge l'est bien davantage que la blanche). Pour cette raison, elle est généralement employée cuite et additionnée de sucre. On l'utilise en gelée (elle est très riche en pectine), en confiture, en crumble, en clafoutis, en macaron, en pâtisserie (tartes ou tartelettes...) ou même en sirop. Elles ont aussi été adaptées en boissons, en compotes, en vins et même en bonbons à sucer.

### Pour la santé
La groseille contient de tout en quantité moyenne (fibres, magnésium, calcium, potassium, fer, vitamine C et bétacarotène), mais son principal avantage est qu'elle est gorgée de flavonoïdes (65 mg aux 100 g), excellents pour le renouvellement de la peau.
La groseille est une petite baie gorgée de jus (82 % d'eau), dont la saveur acidulée se révèle très rafraîchissante, désaltérante et apéritive. Très peu sucrée, elle fait partie des fruits les moins caloriques, son apport énergétique étant de 33 kcal/100 g, proche de celui du citron.
Valeurs nutritionnelles pour 100 g :
- protides 1,1 g ;
- glucides 5 g ;
- lipides 0,45 g ;
- calories 33 kcal.

En outre, elle fournit une quantité très importante de minéraux et d'oligo-éléments très variés. Beaucoup de potassium (280 mg/100 g), mais aussi de calcium (36 mg/100 g) et de phosphore qui s'ajoutent à un bel éventail de fer (1,2 mg/100 g, un record pour un fruit), zinc, fluor...
Mais l'atout principal de la groseille réside dans sa teneur incroyable en vitamine C (40 mg/100 g) qui frôle celle de certains agrumes. Mieux encore, l'action de cette vitamine est potentialisée par l'abondance de pigments flavonoïdes. Ceux-ci ont un effet protecteur sur les petits vaisseaux sanguins et favorisent d'une manière générale la circulation. Cette association se révèle être un antioxydant des plus efficaces.
Finalement, la groseille contient énormément de fibres (8 g/100 g), pour la plupart des pectines. Leurs vertus régulatrices stimulent les transits paresseux. Pour les intestins les plus sensibles, il est préférable d'ôter la peau et les graines et de la consommer en jus, en coulis ou en gelée.
| Groseille (valeur nutritive pour 100 g) | Groseille (valeur nutritive pour 100 g) | Groseille (valeur nutritive pour 100 g) | Groseille (valeur nutritive pour 100 g) |
| --------------------------------------- | --------------------------------------- | --------------------------------------- | --------------------------------------- |
| eau : 82 %                              | cendres totales : g                     | fibres : 8 g                            | valeur énergétique : 33 kcal            |
| glucides: 5 g                           | protéines: g                            | lipides: 0,3 g                          | sucres simples : g                      |
| Sels minéraux & oligo-éléments          |                                         |                                         |                                         |
| potassium : 280 mg                      | calcium : 36 mg                         | phosphore : mg                          | magnésium : mg                          |
| fer : 1,2 mg                            | sodium : mg                             | zinc : µg                               | cuivre : µg                             |
| vitamines                               |                                         |                                         |                                         |
| vitamine C : 40 mg                      | vitamine B1 : µg                        | vitamine B2 : µg                        | B3/PP/Niacine : µg                      |
| vitamine B5 : µg                        | vitamine B6 : µg                        | vitamine B9 : µg                        | vitamine B12 : µg                       |
| vitamine A : µg                         | rétinol : µg                            | vitamine E : µg                         | vitamine K : µg                         |
| acides gras                             |                                         |                                         |                                         |
| saturés : g                             | mono-insaturés : g                      | poly-insaturés : g                      | cholestérol : mg                        |

## Calendrier
Le 17e jour du mois de messidor (des moissons) du calendrier républicain / révolutionnaire français est dénommé jour de la groseille, généralement chaque 5 juillet du calendrier grégorien.